# Ruth Maier
Pour les articles homonymes, voir Maier.
Ruth Maier, née à Vienne le 10 novembre 1920 et morte le 1er décembre 1942 à Auschwitz, est une diariste juive de la Shoah en Autriche et en Norvège. Son journal est paru en France en 2009 aux éditions K&B, et a été numérisé. Ses archives ont été incorporées au patrimoine documentaire de la Norvège et sont donc considérées comme faisant partie du patrimoine mondial de l'UNESCO.

## Biographie
Ruth Maier naît au sein d'une famille plutôt aisée et cultivée ; son père, originaire de Žarošice en Moravie est secrétaire général du syndicat des postiers autrichiens et de l'Union internationale des syndicats postiers et docteur en philosophie. Il parle neuf langues. Il meurt lorsque Ruth à treize ans. Le journal de Ruth se fait souvent l'écho du chagrin persistant de la jeune fille et de la douleur causée par l'absence du père. Ruth vient d'une famille juive assimilée : elle fête Noël, décore la maison avec un sapin et son journal d'adolescente ne fait jamais allusion au judaïsme, totalement absent de son éducation. Ruth et sa jeune sœur Judith de 18 mois sa cadette ont une enfance privilégiée, voyagent beaucoup et fréquentent les théâtres et les cinémas.
L'Anschluss de mars 1938 met fin à cette existence paisible. Dans l'entrée du 27 septembre 1938 de son journal elle déclare : « Tous les Autrichiens jubilaient et criaient leur enthousiasme. On hissait des drapeaux et on tombait dans les bras les uns des autres. » Les lois du troisième Reich s'appliquent désormais à l'ensemble de l'Autriche, devenue une partie du territoire allemand. Comme les 180 000 juifs de Vienne, la famille Maier est mise à l'écart de la société. « Même si ... les Juifs ne jouissaient pas tout à fait des mêmes droits que le reste de la population [seule référence à l'antisémitisme autrichien avant l'Anschluss de la part de Ruth Maier depuis le début de son journal], les Juifs occupaient cependant une place décente. Désormais ils sont ravalés au rang d'animaux, de porcs, de non humains. » Les écoles allemandes sont fermées aux enfants juifs et les deux jeunes filles doivent désormais fréquenter des écoles juives. Les juifs sont poussés à émigrer en laissant leurs biens au Reich. En octobre, la famille Maier, chassée par les SA, quitte son appartement bourgeois pour le quartier juif de Leopoldstadt où elle sous-loue une chambre dans l'appartement de la famille Singer.
Les Allemands, « réfugiés » des Sudètes arrivés massivement à Vienne en racontant leur martyre en Tchécoslovaquie en raison de leur origine allemande rançonnent les Juifs de la ville : « Les voilà, ces humains, torturés, martyrisés, ils saisissent la première occasion pour torturer et martyriser à leur tour. Nous n'avons pas d'armes et nous sommes sans défense. » Ruth Maier décrit les persécutions quotidiennes des Juifs : « La rue est déserte. Un jeune juif bien vêtu, arrive au coin. Deux SS surgissent. L'un, puis l'autre, donnent une gifle au juif qui vacille, se tient la tête et poursuit son chemin. » Elle raconte les autodafés des livres de Stefan Zweig, de Schnizler, les juifs battus dans les rues, les synagogues saccagées, les graffitis anti-juifs sur les murs, les magasins interdits aux juifs. Le 11 novembre 1938, elle décrit ce qu'elle a vu du pogrom de la Nuit de Cristal perpétrée la veille, jour de ses 18 ans : « Hier a été le jour le plus terrible de ma vie. » Elle entend parler de nombreux suicides dans la communauté juive de la ville ainsi que des fuites de juifs à l'étranger qui se multiplient.
Grâce aux relations tissées par son père dans les milieux syndicaux européens, Ruth Maier quitte l'Autriche le 30 janvier 1939 pour la Norvège où elle loge chez les Strom à Lillestrom, près d'Oslo, avec une autorisation de séjour de trois mois. Dans un premier temps, séduite par la gentillesse des gens, elle choisit de rester en Norvège alors qu'elle dispose d'un visa pour l'Angleterre courant jusqu'à mi-mars 1939. Elle envoie de nombreuses lettres à sa sœur jusqu'en avril 1940. À l'été 1939, son indécision quant à un nouveau départ se fait jour. Doit-elle émigrer en Angleterre pour rejoindre sa famille et aider à l'effort de guerre qu'elle sent prochaine en tant qu'infirmière? « Mieux vaut la guerre que Munich » écrit-elle le 26 aout 1939. Pourtant elle n'est pas sûre à 100% que l'Angleterre gagnera la guerre, ni même que l'Angleterre ne la fasse pas pour protéger ses colonies.
En septembre 1939, la Seconde Guerre mondiale commence. La Norvège reste neutre. Ruth veut émigrer aux États-Unis ou en Angleterre. En attendant elle étudie en terminale (elle a rapidement appris le norvégien) dans un lycée norvégien fréquenté par une jeunesse huppée et snob et dont l'ambiance lui déplait au plus haut point. L'attaque de la Finlande par l'URSS de Staline l'inquiète profondément. Elle ne comprend pas la neutralité du gouvernement norvégien. De plus en plus isolée, car ses relations avec la famille Strom se sont dégradées, elle fréquente assidument la bibliothèque universitaire d'Oslo, suit des cours du soir dans une école socialiste. Elle donne des cours d'allemand pour avoir un peu d'argent. Dans ses lettres, elle prie sa sœur de faire les démarches nécessaires pour qu'elle obtienne un visa pour l'Angleterre. Dans sa lettre du 3 janvier 1940, elle avoue: « être venue en Norvège ... était la plus grosse bêtise du siècle. » Elle passe son baccalauréat norvégien au printemps 1940. Le 9 avril 1940, les armées allemandes envahissent le Danemark et la Norvège. Il faut deux mois aux forces allemandes pour occuper totalement le pays. Ruth ne peut plus écrire à sa sœur. C'est grâce à son journal intime, qu'il est possible de connaître sa vie. Le 10 avril, elle écrit: « Je ne veux pas croire que les mêmes ennuis qu'en Autriche recommencent. » Elle raconte la terreur qui saisit les Norvégiens lors des premiers bombardements, les réfugiés fuyant vers le Nord, les yeux rivés vers le ciel ou passent les avions allemands. Le Sud de la Norvège grouille de soldats allemands. Le 10 mai, les troupes du Reich envahissent la Belgique et la Hollande. Le 14 juin, les Allemands entrent dans Paris. La solitude et la détresse de la jeune femme, désormais coupée de toute sa famille finit en dépression qui nécessite son hospitalisation du 3 février au 27 mars 1941
L'occupant allemande porte au pouvoir Vidkun Quisling, le chef du parti d'extrême droite Nasjonal Samling qui collabore étroitement avec les nazis. Ce régime très impopulaire se heurte rapidement à l'opposition des Norvégiens. Il instaure un « service du travail ». Il est facultatif pour les femmes mais Ruth Maier choisit de s'y engager. Dans le camp de Biristrand, elle rencontre la poétesse Gunvor Hofmo, avec qui elle aura une relation amoureuse. Le 21 avril 1941, elle apprend du consulat américain qu'elle ne pourra pas avoir de visa avant la fin de la guerre. Cette nouvelle ne l'alarme pas. En effet, elle a autour d'elle un cercle d'amies qui suffisent à remplir sa vie. De plus, les juifs norvégiens, environ mille sept cents personnes, les quelque deux mille juifs étrangers essentiellement des juifs allemands et autrichiens peuvent vivre à peu près tranquillement. Toute occupée à sa nouvelle liberté, à ses relations amoureuses avec la poétesse norvégienne Gunvor Hofmo, Ruth Maier ne s'intéresse ni aux conséquences de l'occupation allemande, ni à la guerre qui continue, ni au sort des juifs. Il faut attendre l'entrée du 19 novembre 1941 pour lire une description des rationnements drastiques dont souffrent les Norvégiens. À partir de 1942, elle tient son journal de moins en moins souvent. En septembre 1942, elle s'installe dans une chambre indépendante à Oslo, dans un pensionnat de jeunes filles. Elle gagne sa vie en peignant des souvenirs. Elle suit des cours dans une école de dessin.
À partir du mois d'octobre 1942, les juifs de Norvège qui avaient jusque-là été épargnés sont brusquement arrêtés par les SS et la police allemande, aidés d'auxiliaires norvégiens. Le journal de Ruth Maier ne fait pas mention (peut-être par ignorance ?) de l'arrestation de tous les hommes juifs de Trondheim, un port au nord de la Norvège. Les 26 et 27 octobre 1942, deux-cent-soixante hommes juifs d'Oslo subissent le même sort. Son journal s'en fait l'écho le 29 octobre. La dernière entrée date du 12 novembre. Elle est écrite en français Le 26 novembre 1942, une nouvelle rafle est organisée. Ruth Maier est arrêtée à Oslo et déportée à Auschwitz avec cinq cents autres juifs de Norvège. Elle est assassinée dès son arrivée le 1er décembre 1942. Elle avait 22 ans. Tous ses oncles et tantes sont morts en camp de concentration. Six de ses treize cousins parviennent à survivre. Gunvor Hofmo conserve toute sa vie les écrits de son amie Ruth. Elle essaie sans succès de les faire publier en 1953,. Les éditeurs contactés pensent que les carnets de Ruth Maier ont un caractère trop intime. À sa mort en 1995, le poète Jan Erik Vold les retrouve dans ses archives. Il est séduit par la qualité littéraire des textes et décide de les publier sous la forme d’un journal unique.

## Le journal de Ruth Maier
Le journal de Ruth Maier,, n'est pas un journal intime à proprement parler. Il regroupe une large sélection des différents carnets qui composent son journal commencé à l'âge de 12 ans, des lettres envoyées à sa sœur Judith entre son arrivée en Norvège et l'invasion nazie en avril 1940, les poèmes, les photos et les dessins qu'a produits Ruth Maier depuis ses 13 ans jusqu'à son arrestation. Jan Erik Vold qui avait retrouvé les écrits de Ruth Maier dans les archives de la poétesse Gunvor Hofmo a procédé à des coupes et a recomposé les documents pour leur donner une continuité chronologique et une plus grande densité. Il a aussi rédigé une préface et une courte introduction pour chaque morceau du Journal ou des lettres de Ruth Maier. Elles ont pour but d'expliquer le contexte historique de la rédaction ou résumer certaines parties du journal qu'il a supprimées. Le Journal de Ruth Maier a été publié en Norvège en 2007. Il a été salué par la critique autant comme œuvre littéraire que comme témoignage sur la Shoah. Sa traduction est en cours dans une dizaine de pays. Il est paru en France en 2009.
La majeure partie du journal de Ruth Maier raconte ses tourments intimes. À ce titre, le journal de Ruth Maier n'est en rien une chronique de la vie quotidienne des juifs en Autriche puis en Norvège. L'intérêt de ses écrits réside dans leur grande sincérité, leur sensibilité et leur lucidité au service d'un sens de l'observation hors du commun, d'une analyse d'une grande justesse de la judéité et de l'assimilation des juifs allemands, d'une révolte désespérée contre l'injustice qu'elle subit en tant qu'être humain.
De 1933 à la fin de l'année 1937, le lecteur découvre une adolescente comme les autres qui trouve l'école ennuyeuse et l'enseignement poussiéreux, s'enthousiasme pour ses amies, le théâtre et les beaux acteurs, la littérature, tombe amoureuse comme on respire, prend des cours de danse. Peu d'écho du monde extérieur : quelques allusions à la guerre d'Espagne, à la détresse des chômeurs viennois, à son scepticisme vis-à-vis de l'idéologie communiste. Ce n'est qu'après l'Anschluss que Ruth Maier évoque la vie dans son pays, devenu territoire allemand. Elle y note l'abandon de l'Autriche à l'Allemagne par la France, le Royaume-Uni et l'Italie, l'indifférence des Autrichiens face au sort des juifs. Elle y raconte en s'emmêlant un peu dans la chronologie, la crise de Sudètes et les menaces de guerre brandies par Hitler si la région germanophone des Sudètes ne revient pas au Reich. Le dimanche 2 octobre 1938, elle note dans son journal: « La guerre est évitée. Hitler a eu ce qu'il voulait ».
Comme beaucoup de juifs assimilés, qu'ils soient Allemands, Autrichiens ou Français, Ruth Maier est hostile au sionisme. Le 2 octobre 1938, elle fait part de ses sentiments quand elle se rend pour la première fois dans le lycée juif qu'elle est désormais obligée de fréquenter, le lycée sioniste Chajes: « Cet établissement est sioniste jusqu'à l'inconscience.... Et c'est là justement le danger: « la communauté juive ». Au début ma communauté, c'était l'humanité. Et d'un seul coup ma communauté devrait se réduire à la seule judéité? » Pour elle, le sionisme est une forme de nationalisme, nationalisme qu'elle récuse car elle ressent dans sa « propre chair les conséquences du nationalisme ».
Les persécutions perpétrées par les nazis en Autriche poussent cependant Ruth Maier à revendiquer sa judéité: « Je suis juive et je le ferai savoir à tous... » clame-t-elle le 16 octobre 1938. Après la Nuit de Cristal, son opinion sur le sionisme semble changer: « Nous les juifs, nous ne pouvons nous sentir chez nous qu'en Palestine », écrit-elle le 27 novembre 1938. Mais socialiste convaincue, admiratrice de Trotsky et de la révolution mondiale, elle se demande jusqu'au début de la guerre si le sionisme n'est pas en contradiction avec ses idéaux. Le début de la guerre finit par la convaincre que cela n'a pas d'importance et que « les juifs n'ont d'autre patrie que la Palestine » (lettre du 2 octobre 1939). Le fait qu'en cours de latin, en Norvège, un garçon à côté de qui elle voulait s'installer écrive sur la table « Les juifs ne sont pas bienvenus ici » (lettre du 22 janvier 1940) renforce sa conviction.
À partir de l'été 1940, les préoccupations identitaires, le sort des Juifs quittent complètement sa pensée. Elle recommence à récuser le sionisme. À peine note-t-elle à la fin du mois de mai 1941 quand elle est chassée du camp de travail où elle séjournait avec Gunvor: « On nous a reproché d'être des rebelles, il y a même eu des allusions sur mon « appartenance à une race », sur les opinions politiques de Gunvor, sur nos discussions.. » (8 juin 1941). Un an plus tard, le 20 juin 1942, elle raconte sa visite dans une synagogue. Elle avoue se sentir étrangère à tout ce qui concerne le judaïsme, que le peuple juif n'est absolument pas son peuple et même se sentir proche des soldats autrichiens. La relative tranquillité l'a rendue à son identité première, une Autrichienne sans religion. Lorsqu'elle relate l'arrestation des hommes juifs d'Oslo (entrée du 29 octobre 1942), elle écrit: « Je ne suis plus « fière » d'être juive...Sionisme assimilation, nationalisme, capitalisme juif. Oh Laissez-nous tous simplement en paix! ... on ne punit pas les gens, on ne les bat pas parce qu'ils sont ce qu'ils sont. Parce qu'ils ont des grands-parents juifs... C'est le contraire de la raison. » Elle ajoute: « Que les juifs supportent cela, je ne comprends pas... Mais je resterai à leurs côtés. ». Comme s'ils avaient le choix, comme si elle avait le choix.
En 1938, la mise à l'écart des juifs autrichiens pose clairement la question essentielle de l'assimilation: « ...N'est ce pas quelque chose d'absolument négatif et malsain que de continuer à souhaiter l'assimilation? De souhaiter son propre déclin, le déclin de ce qui fait sa propre originalité? » (2 octobre 1938) Comme, Victor Klemperer (Allemand), comme Ruth Klüger 'Autrichienne), elle refuse l'existence de la « question juive »: « La question juive est un mensonge. Il suffirait qu'on nous laisse tranquille pendant trois ou quatre générations pour que la question juive soit résolue. » (27 décembre 1938). L'invasion allemande de la Norvège le remet face à face avec des Allemands: « Ils [les soldats] parlent allemand et c'est dur à supporter. Car j'aime la langue allemande, la langue dans laquelle Heine a écrit ses poèmes. Mais je hais les Allemands. Pas assez, je sais. », haine des Allemands plusieurs fois répétée. )
En partant pour la Norvège, Ruth Maier, devenue une étrangère, doit faire l'effort d'assimiler à une langue, une culture qui n'est pas la sienne. Dans une lettre du 4 aout 1939, elle décrypte avec une grande lucidité les préjugés culturels inculqués par son éducation germanique: « Tu sais au début quand tu es ici... tu regardes la Norvège... du haut de ta civilisation d'Europe centrale, de ta culture. ...tu te sens supérieure... Et quand ils [les Norvégiens] se mettent à parler d'Ibsen, tu as d'abord le sentiment que, bon, ce ne serait pas mal de leur dire d'aller faire un détour du côté de nos grands hommes...Tu vois, et pourtant on est complètement dans l'erreur. » Ruth Maier attribue ses préjugés à l'ignorance et à une éducation centrée sur l'histoire et la littérature nationale. Elle note qu'on trouve en Norvège « tout ce pour quoi nos ancêtres se sont battus héroïquement au cours des différentes révolutions », à savoir « la démocratie et la liberté de la presse ». Mais la jeune femme déchante vite. « Actuellement, écrit-elle à sa sœur le 2 octobre 1939, il est indigne de parler d'assimilation... au moment où la haine raciale s'épanouit en Allemagne...et jusqu'à présent à une moindre échelle aussi en Norvège, un juif ne peut pas simplement fermer les yeux et dire qu'il veut s'assimiler alors même que les autres lui crachent dessus et le traitent de juif... S'assimiler aussi vite que possible dans le seul but de cesser enfin d'entendre qu'on est juif, je dis que c'est indigne.» Ruth Maier tord ainsi le cou à son rêve d'assimilation. L'assimilation comme moyen d'éviter l'antisémitisme ne serait qu'une fuite. Dans cette remarque pointe aussi la déception d'une jeune fille, tellement enthousiasmée par la Norvège, qui lui semblait un tel pays de cocagne en matière d'humanité après les persécutions nazies, qu'elle en a abandonné son projet de rejoindre sa famille en Angleterre. Mais elle rencontre ensuite tous les obstacles d'une émigrée dans un nouveau pays, isolement affectif quand ses relations avec sa famille d'accueil se distendent, difficultés à s'adapter à une mentalité qui lui est étrangère, manque d'argent, ostracisme... Tout ceci la plonge dans un état semi-dépressif jusqu'à ce qu'elle se constitue un groupe amies solide.
La description de l'occupation allemande est elle aussi particulièrement fine. Dans l'entrée du 14 mai 1940, elle rapporte une conversation entre un soldat allemand et des Norvégiens. Il répète sans sourciller la propagande nazie : Hitler est un homme de paix, les Allemands de Pologne ont été persécutés par les Polonais avant l'invasion allemande, l'armée allemande protège les Norvégiens des Anglais. Finalement acculé par ses contradicteurs norvégiens, il lâche : « Je suis soldat. Je dois obéir aux ordres! » Et Ruth Maier de commenter : « Les Allemands... n'utilisent cette phrase qu'en dernier recours, quand ils n'arrivent à trouver d'argument à se justifier. » Parfois quand elle les entend parler comme lobotomisé par la propagande nazie, elle ne peut s'empêcher de penser « mon pauvre peuple! » (23 juin 1940).

## Œuvre
- Le journal de Ruth Maier. De 1933 à 1942, une jeune fille face à la terreur nazie, K&B, 2009  (ISBN 978-2915957594)

## Hommage et postérité
Un film documentaire retraçant la vie de Ruth Maeir d'après les personnes qui l'ont connue est produit en 2021,.
En janvier 2019, l'exposition temporaire « Chercher refuge pendant l'Holocauste. La courte vie de Ruth Maier » a été présentée au siège de l'ONU, dans le cadre du programme de commémoration de l'Holocauste des Nations unies.

## voir aussi
- Histoire des Juifs en Autriche
- Hélène Berr
- Rutka Laskier
- Anne Frank
- Věra Kohnová
- Gunvor Hofmo